# Anthicus tristis schaumii
Anthicus tristis schaumii é uma subespécie de insetos coleópteros polífagos pertencente à família Anthicidae.
A autoridade científica da subespécie é Wollaston, tendo sido descrita no ano de 1857.
Trata-se de uma subespécie presente no território português.